# آسیر

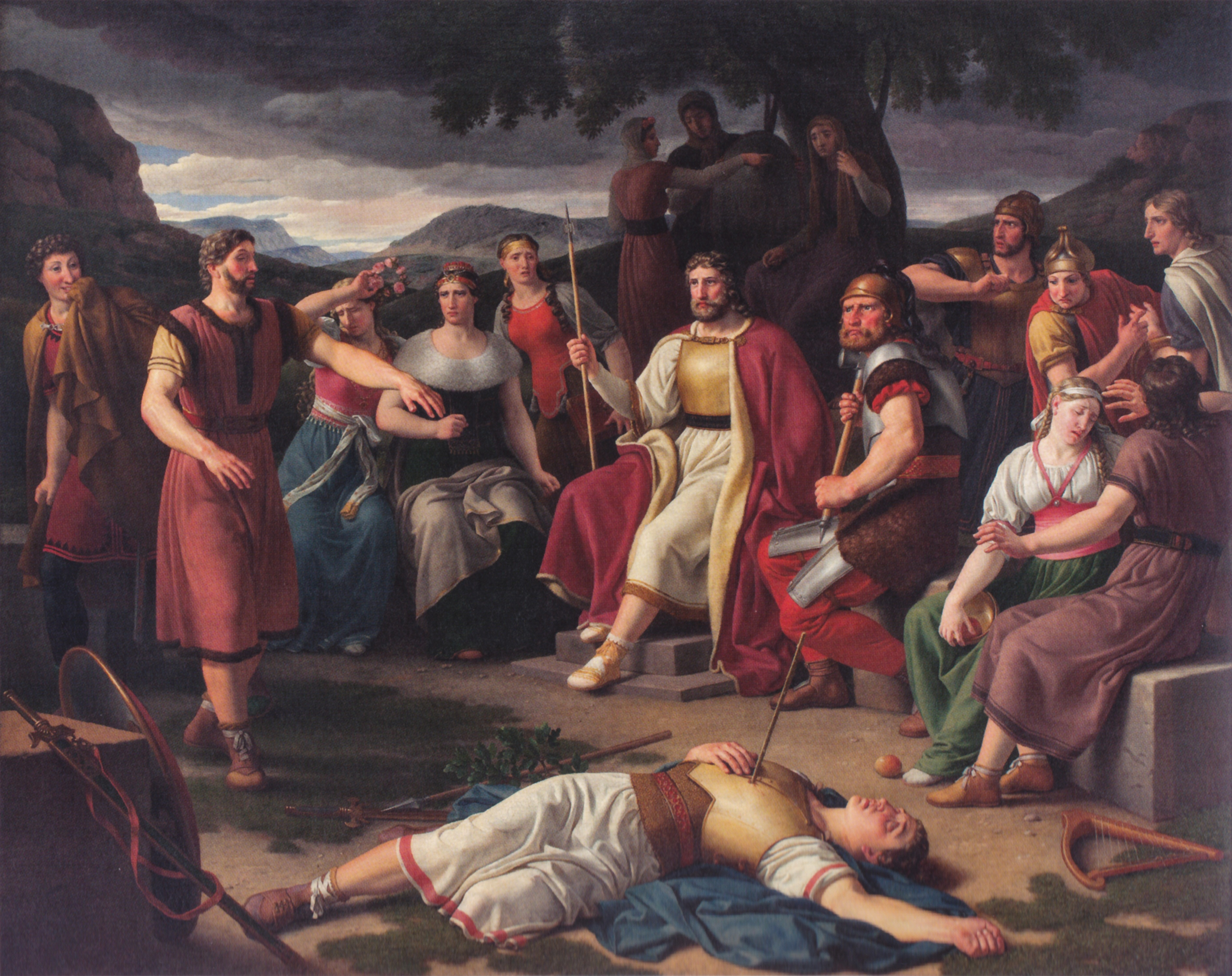
آسیر بر سر پیکر بی‌جان بالدر جمع شده‌اند.

آسیر یا اِزیر (به زبان نروژی باستان: Æsir و Ásynjur) (اِزیر واژه‌ای برای جمع ایزد و آسین‌یور برای جمع ایزدبانو است) یکی از دو گروه اصلی خدایان قبل از مسیحیت، در بین نورس‌ها و دیگر اقوام ژرمنی به‌شمار می‌روند (دومین نژاد ونیر بودند). آن‌ها در آسگارد یکی از نه جهان اساطیر نورس که در مرتفع‌ترین و روشن‌ترین شاخه‌های درخت جهان ایگدراسیل قرار داشت، زندگی می‌کردند. در منابع نوردیک، اودین رهبری آن‌ها را به عهده داشت و ایزدانی که تحت رهبری او قرار داشتند عبارتند از: بالدر ایزد زیبایی، براگی ایزد سخنوری، تیر ایزد جنگ، ثور ایزد آذرخش، لوکی ایزد آتش و شرارت، فورستی ایزد قضاوت، ویلی و وه برادران اودین، فریر ایزد باروری که در اصل عضو گروه ونیر بود، نیورد ایزد دریاها عضو دیگری از ونیر، هایمدال نگهبان پل بیفروست و هودر ایزد نابینا، و در طرف دیگر ایزدبانوهایی شامل فریا الهه باروری که از ونیر هاست، فریگ همسر زیبای اودین و ایدون، ایزدبانوی نگهدارنده سیب‌های جوانی بودند.
در گیلفاگینینگ اثر اسنوری استورلوسون، گانگ‌لری از پادشاه اول «عالی جناب» می‌پرسد: آسیر چه کسانی هستند؟ در فصل‌های بعدی «عالی جناب» دوازده مرد را به عنوان آسیر فهرست می‌کند که شامل: اودین بزگترین و والاترین ایزد، ثور، بالدر، نیورد، فریر، تیر، براگی، هایمدال، هودر، ویدار، اولر، فورستی، والی و لوکی. با اینکه دو عنوان آخر ایزد محسوب نمی‌شوند، اما اغلب در میان گروه آسیر فهرست شده‌اند. در اسکالدزکاپارمال دومین بخش از مجموعه متون ادای منثور، اسنوری هونیر را نیز به جمع آسیر اضافه می‌کند، و در فصل ۱۰ از گیلفاگینینگ، اسنوری دلینگر را یکی از نژاد آسیر برشمرده است همچنین مانی و موندیلفاری از خدایان آسیر هستند.
آسین‌یور، عنوان جمع برای ایزدبانوان گروه آسیر است. آن‌ها نیز به‌طور مساوی در کنار آسیر از پاکدامنی و تعالی برخوردار هستند. بر طبق ادای منثور، تالار آن‌ها وینگلف «Vingólf» نامیده می‌شود. اسنوری در فصل ۳۵ از گیلفاگینینگ شانزده ایزدبانو را فهرست می‌کند که شامل: فریگ، ساگا، آیر، گفیون، فولا، فریا، سیوفن، لوفن، ور، وؤر، سین، هلین، اسنوترا، گنا، سول و بیل. در نخستین فصل اسکالدزکاپارمال، او ایدون، جرد، سیگین، فولا و نانا، و همچنین در فصل ۳۳ اسکادی و سیف را به جمع آسین‌یور اضافه می‌کند.